# Costa noroccidental de América del Norte

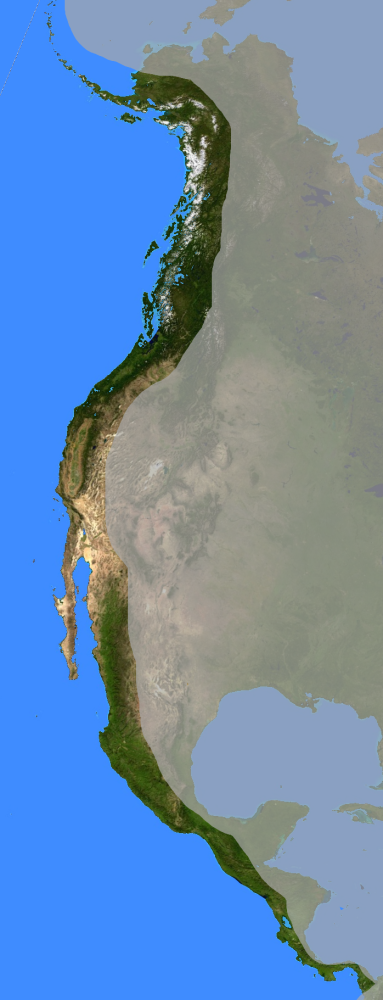
Costa oeste de América del Norte en la proyección ortográfica satelital del Océano Pacífico.

La costa noroccidental de Norteamérica es un área cultural de ubicada en la franja costera del océano Pacífico. Abarca la costa de los estados de Washington, Oregón y el norte de California en Estados Unidos, la provincia de Columbia Británica y el territorio de Yukón en Canadá y el sur de Alaska. 
Estaba habitada por pueblos pertenecientes a diferentes grupos étnicos y que hablaban distintas lenguas; poseían en común la forma económica, la organización social, las costumbres, las creencias y las artes. Es característico del área la formación de sociedades complejas, la ausencia de agricultura y la notable manufactura artística, al grado del arte mesoamericano y andino.

## Geografía
Se encuentra aislada del centro de la masa continental americana por la Cordillera de la Costa y la Cordillera de las Cascadas. Los picos altos tienen un clima nevado de montaña que contrasta con las tierras bajas de clima templado y húmedo. Dicho clima es generado por la corriente marítima de KuroShivo, que arrastra agua caliente desde las costas del Pacífico asiático hacia el Noroeste americano, propiciando la abundancia de flora y fauna marítima y terrestre.
Toda la costa está llena de islas y fiordos, separados tan solo por canales y estrechos que los indios de la Costa aprovechaban para el comercio, la pesca y la búsqueda de alimentos de origen marino. El deshielo de las montañas provoca la existencia de ríos a lo largo de todo el territorio, tales como el río Skeena o el río Columbia.
El área de la Costa Noroccidental colinda al Norte y Noreste con el área Subártica, al este con el área del Altiplano (o Plateau) y por el Sur con el área de California.

## Rasgos culturales
Para estudios arqueológicos, el área se subdivide en tres regiones: Norte, central y Sur; más una llamada de transición entre esta área y California.

### Lenguas
Las lenguas que se encuentran no forman parte de una familia lingüística determinada, pero se pueden mencionar, entre las más importantes, al Norte: eyak, tshimshian, haida y tlingit; al centro: bella coola, kwakiutl y bella-bella; al Sur: salish, chinook, makah y quileute; y en la zona de transición: atapascano de Oregón, takelma y coos.

### Clima, flora, fauna y subsistencia
La parte central y boscosa de la Costa Noroccidental contiene infinidad de recursos animales y vegetales. Estas condiciones devienen un panorama muy amigable para el desarrollo de las etnias que ahí habitan y resuelve la cuestión de ausencia de agricultura. 
La subsistencia está determinada por tres actividades fundamentales: la pesca de salmón, hipogloso, focas, leones marinos y ballenas; la recolección de bayas del bosque, mariscos como el percebe, el mejillón y moluscos marinos; y la caza de venado, oso y cabra de montaña, principalmente. La lana y la piel de estos animales también se aprovechaban para los productos textiles.El aprovechamiento de madera en la costa es de vital importancia para el desarrollo no sólo de instrumentos y viviendas, sino también de sus productos artísticos, rituales y monumentales, que juegan un papel simbólico en la estructura social de estas poblaciones. En estos bosques se encuentra el cedro y el abeto, los de mayor importancia para los indios. 

### Vivienda
Los habitantes de la costa no desarrollaron complejos espacios arquitectónicos, por el contrario, las casas eran estructuras desmontables de forma cuadrangular o rectangular hechas de madera que servían como refugios en el invierno, en temporada de fiestas, cuando las reservas de alimento estaban llenas. En verano las placas de madera que formaban el techo eran utilizados para formar grandes balsas dispuestas horizontalmente entre dos canoas, para transportar los objetos y bienes de los clanes hacia los campamentos de verano, donde comenzaba el reabastecimiento de alimentos para el invierno. 
Las viviendas se construían a partir de grandes columnas y vigas de maderas que sostienen la estructura de la casa, formando marcos sobre los que se colocaban las placas de madera removibles. Los techos (hechos también de madera) tenían en el centro una apertura a manera de tragaluz que permitía el uso de fogatas dentro de la casa para la celebración de rituales y fiestas. 
Al interior, las casaspodían albergar hasta a seis familias del mismo clan. Estaban divididas por rango y familia, lo que denotaba la jerarquía de los que ocupaban el espacio. En esta división también se designaba un espacio para el almacenamiento de productos.

### Organización social y política
La sociedad autóctona estaba dividida en tres grupos: la nobleza, los “comunes” y los esclavos. La nobleza estaba caracterizada por la posesión de la mayor cantidad de bienes, esclavos y méritos de guerra, así como de la antigüedad de su linaje. Ocupaban un papel fundamental en las festividades de la comunidad, siendo su responsabilidad proyectar el ejemplo a los demás y de mantener su estatus por medio del reconocimiento de otros clanes y del propio. Los jefes nobles eran designados por importancia, antigüedad y pertenencia. Los linajes podían gobernar por prestigio. Este orden social, era muy difícil de mover, no había posibilidad de ascender en la jerarquía entre clanes salvo a través de la guerra. En las guerras estaba permitido esclavizar al vencido. 
En las tribus del Norte, el linaje se decidía de manera matrilineal, pero en la región centro y Sur de la costa, era posible que los individuos, llegado el momento, decidieran si querían pertenecer el linaje del padre o de la madre, incluso se podía unir el linaje de un abuelo.
La clase común o plebeyos eran los encargados de desarrollar las actividades de caza, pesca y recolección. De ellos se desplegaba una serie de actividades que podían llegar a ser de gran importancia por prestar sus servicios a la clase noble, como los artistas. A pesar de que los plebeyos tenían menos posesiones y privilegios que la nobleza, éstos tenían que procurar su bienestar, pues de no ser así, los plebeyos podían irse hacia otro clan.

### Sistema de creencias
A diferencia de otras culturas, los grupos étnicos de la Costa Noroccidental crearon un sistema de creencias con deidades establecidas en torno a la cosmogonía de la casa, es decir, cada clan tenía sus propios mitos para explicar al mundo y con ellos, la historia del clan, representada en postes totémicos colocados fuera de las casas. Se entendían a sí mismos como parte del Cosmos, que estaba dividido en tres: el bosque, el cielo y el fondo del mar, de los cuales las principales deidades eran el oso, el águila y la orca respectivamente. Cada clan le concedía importancia a una o más deidades de acuerdo con su cosmovisión. Todo ser vivo, animado o inanimado.
Las fiestas de invierno son una festividad parecida al carnaval, que tiene lugar durante cuatro días, en invierno, donde se ponen en práctica el sistema de creencias, los mitos, ritos, danzas y cantos de los indios de la costa. Además de éste, existen ritos para la pesca y la caza. 
Las tribus de la costa comparten la idea de que el año empieza con la llegad del salmón a los estuarios, lo que pone de manifiesto que su idea del tiempo va ligada a las estaciones y a sus actividades. 

#### Potlatch
El potlatch es una fiesta que indica rango, significa literalmente “fiesta del dar” en kwakwaka’wakw (idioma kwakiutl). Los jefes de las tribus hacen un potlach cuando tienen una acumulación considerable de objetos de valor. La intención de la festividad, que no es muy común, puede ser variada, como la anunciación del nuevo jefe de una tribu, un triunfo de guerra importante o por el nacimiento o muerte de algún jefe. Existe todo una logística en la organización de tal evento, ya que además de tener una “lista de invitados”, es preciso saber el rango de los mismos, para sentarlos en el lugar adecuado. En el potlach, los anfitriones queman en fogatas y regalan parte considerable de sus posesiones a los invitados, incluyendo esclavos como bienes materiales. La obligación de los invitados es responder a los anfitriones con un potlach aún más grande.

## Arte
Aunque en esta zona no se desarrolló la cerámica, los Indios de la Costa Noroccidental despuntan en cuanto al trabajo con madrea, piedra, hueso, técnica de textiles y tras la llegada de los europeos, en la metalurgia. 
Cada región tenía su estilo y especialidad, por ejemplo, en el caso de los Tlingit y Tsimshian encontramos un estilo refinado, más tendiente a lo naturalista. En el tipo de tallado se puede notar la delicadeza del mismo y que se busca el mejor acabado en el que no se perciba el modo de tomar el cincel o alguna imperfección. El manejo de los textiles de este estilo llega a su realización máxima con el manto chilkat, que se hace con el pelaje de la cabra montés y la fibra de corteza de cedro. 
Muy diferente es el estilo de los Kwakiutl, en el que los movimientos del tallado debían notarse, no se busca el acabado perfecto sino la huella del artista. Su obra característica eran las máscaras usadas en ceremonias. Por otra parte los Haida eran los más perfeccionistas en cuanto a acabados y los más doctos en el arte de hacer postes totémicos. 
El arte de los indios de la Costa Noroccidental está marcado por la técnica pictórica en la que se usan aceites de hueva de pescado y frutas para generar una especie de óleo que sellara en la madera y en las telas. La paleta de colores de esta área eran azul, negro y rojo, tras la llegada europea a la costa y gracias a la introducción de productos industriales, se pueden encontrar piezas artísticas con colores amarillo y verde.

## Historia
Los vestigios arqueológicos indican la presencia humana en la costa desde hace 12 000 años aproximadamente, se han encontrado objetos de hueso y piedra en el “Complejo Olcott” en la zona del Estrecho de Puget en Washington.
La cultura de estos pueblos, se mantuvieron intactas hasta finales del siglo XVIII, ya que en 1774, un capitán español, llamado Juan Pérez, subió por la costa del Pacífico para reclamar el territorio para la Corona Española. La búsqueda de la posesión y control del territorio derivó en una guerra entre las flotas inglesa y española. Un año después, una epidemia de viruela arrasó con un tercio de la población indígena, de un estimado de 190 000, pasaron a ser tan sólo 30 000 habitantes a principios del siglo XX. Para 1799, Rusia había establecido un contrato de intercambio de pieles con los indígenas, estos productos eran llevados hasta Asia para su venta en el mercado chino de Cantón a precios extremadamente altos, generando así el interés de las demás potencias colonialistas de América por el comercio de pieles y manufactura de la zona. Las disputas territoriales del siglo XIX se gestaron entre rusos, ingleses y la recién formada nación estadounidense, dejando a los españoles fuera del control. El nuevo orden y la creación de postas de comercio por parte de Estados Unidos e Inglaterra hicieron que el área se dividiera en tres zonas de influencia: por el Norte: Rusia; al centro: Inglaterra y al Sur: Estados Unidos.
Poco a poco la reorganización geopolítica estadounidense derivada de la Doctrina Monroe propició la anexión de Oregón en 1859, la compra de Alaska en 1867 a Rusia y la anexión de Washington en 1889.
Durante el siglo XX, la lucha de los herederos del legado indígena era por la restauración y comprensión de sus costumbres y tradiciones, como el potlach, que fue prohibido en 1884. La pugna por la soberanía de sus tierras ha sido llevada hasta tribunales de justicia estadounidenses y canadienses, mas no ha existido una respuesta favorable. Desde 1912, se han creado organizaciones que actúan por la defensa de los intereses de los nativos americanos como The Alaska NativeBrotherhood. 
Actualmente, y sin censos de población indígena exactos, existe la Legislación estadounidense para los Pueblos Indígenas y la Asamblea de Poblaciones indígenas de Canadá, que protegen por ley a los pueblos autóctonos de Norte América.